# Просветно единство
„Просветно единство“ е български седмичен вестник, орган на учителския Просветен съюз, съществувал между 1935 и 1944 година. Девизът на вестника е „Един съюз, един дух, една воля“. Негов първи главен редактор е Александър Филипов.
Просветният съюз е основан след Деветнадесетомайския преврат от 1934 г., когато са разпуснати всички съществуващи към момента профсъюзи на учителите и просветните дейци, измежду които Българският учителски съюз (БУС), Класният учителски съюз (КУС), Неутралният учителски съюз (НУС). Освен вестник „Просветно единство“ към Просветния съюз функционира и списание „Просвета“ (1935 – 1943).
Сред сътрудниците на вестника са просветни дейци като:
- Александър Филипов,
- Васил Киселков,
- Иван Саръилиев [2]
- Илия Булев,
- Кръстьо Крачунов, [3]
- Никифор Попфилипов,
- Цеко Торбов,[4] и други.